# Lepton, England
Lepton är en ort i civil parish Kirkburton, i distriktet Kirklees, i grevskapet West Yorkshire, i England. Orten hade 4 947 invånare år 2021. Lepton var en civil parish från 1866 till 1938 då den blev en del av Kirkburton. Denna civil parish hade 3 323 invånare år 1931. Lepton var ett distrikt från 1894 till 1938 då den blev en del av Kirkburton. Byn nämndes i Domedagsboken (Domesday Book) år 1086, och kallades då Leptone.